# زولاخا سیسولو
زولاخا سیسولو (انگلیسی: Zwelakhe Sisulu؛ ۱۷ دسامبر ۱۹۵۰ – ۴ اکتبر ۲۰۱۲) روزنامه‌نگار، ویراستار، مؤسس روزنامه و از فعالان ضد آپارتاید اهل آفریقای جنوبی بود.

## زندگی‌نامه
زولاخا از والتر سیسولو و آلبرتینا سیسولو، رهبران جنبش ضدآپارتاید آفریقای جنوبی در ژوهانسبورگ متولد شد. او برادر سیاستمدار لیندیو سیسولو و سیاستمدار ماکس سیسولو است.